# 刘田夫
刘田夫（1908年10月—2002年4月21日），男，四川广安人，中华人民共和国政治人物。

## 生平
1935年，任上海共青团江苏省委法南区委组织干事，宣传部部长，区委书记。1935年12月，上海被捕入狱。1939年5月，任广东西江特委书记，广东中区特委书记。第二次国共内战期间，任两广纵队政治部副主任。
中华人民共和国成立后，任中共广东高雷地委书记，中共粤西区委副书记、书记，中共中央华南分局委员。1956年7月，任中共广东省委常委、省委工业部部长。1958年9月，任中共广东省委常委、广东省副省长兼秘书长。1961年12月，任中共广东省委书记处书记、广东省人民委员会副省长。1972年12月，任中共广东省委常委、广东省革委会副主任。1977年9月，任中共广东省委书记、广东省革委会副主任。1977年12月，兼广东省政协副主席。1979年12月，任中共广东省委书记、广东省人民政府副省长。1981年2月，任中共广东省委书记、广东省省长。2002年4月21日，在广州逝世，终年95岁。
劉田夫是中共十二大、十三大代表，第五屆全國人大代表，曾任中央顧問委員會委員。